# Lago Melville
El lago Melville es una extensión de marea de agua salada de la ensenada de Hamilton en la costa de Labrador en la provincia canadiense de Terranova y Labrador. Se extiende por 3.069 kilómetros cuadrados, y se extiende 140 kilómetros tierra adentro hasta Happy Valley-Goose Bay, forma parte del mayor estuario de la provincia, principalmente drenando las cuencas de los ríos río Churchill y Naskaupi. Tanto el lago Melville como la ensenada de Hamilton están circundados por montañas, con asentamientos primarios en la bahía Happy Valley-Goose, río Noroeste y Sheshatshiu. Un servicio de ferry va entre el lago Melville y la ensenada de Hamilton, conectando una serie de comunidades incluyendo Happy Valley-Goose Bay, Rigolet y Cartwright. El lago Melville recibió su nombre por el vizconde de Melville (1742-1811), un destacado político británico.